# Cele cinci sola
Cele cinci Sola sunt formulări (sau sloganuri) latinești apărute în timpul reformei protestante care rezumau credințele de bază ale reformatorilor, accentuând contrastul cu învățătura Bisericii Catolice din vremea aceea.
Sola gratia ("Numai prin har")
Mântuirea vine numai prin harul sau "favoarea" lui Dumnezeu - nu ca ceva meritat de păcătos. Aceasta înseamnă că mântuirea este un dar nemeritat din partea lui Dumnezeu, făcut de dragul lui Hristos. Această doctrină este opusul îndreptățirii prin fapte și intră în conflict cu unele aspecte ale doctrinei romano-catolice a meritului. De asemenea, se afirmă monergismul în mântuire: numai Dumnezeu acționează pentru a-l mântui pe păcătos. Puterea de mântuire nu revine păcătosului în nici o măsură, spre deosebire de sinergism sau arminianism. Luteranismul afirmă că doctrina nu trebuie să fie susținută în dauna gratia universalis (învățătura că Dumnezeu dorește într-adevăr mântuirea tuturor oamenilor).
Sola fide ("Numai prin credință")
Justificarea (adică, declarația de nevinovăție dată de Dumnezeu) e primită numai prin credință, nu prin fapte bune, deși în teologia protestantă clasică credința este automat însoțită de fapte bune. Această doctrină poate fi rezumată în formula "Credința dă justificarea și fapte bune", care e în contrast cu formula romano-catolică "Credința și faptele bune dau justificarea". Acest punct e uneori numit cauza sau principiul material al Reformei, fiind principala diferență doctrinară pentru Martin Luther și ceilalți reformatori. Luther o numea "doctrina în funcție de care biserica stă sau se prăbușește". Se afirmă astfel excluderea totală a oricărei alte dreptăți care să îl justifice pe păcătos în afara dreptății "străine" (dreptatea altcuiva) ce e numai a lui Cristos. Sola fide exclude din justificare chiar dreptatea sfințirii păcătosului sau a noii sale "ascultări de credință".
Sola scriptura ("Numai prin Scriptură")
Biblia este singurul Cuvânt inspirat și autoritar al lui Dumnezeu, fiind accesibilă tuturor (cu alte cuvinte, e limpede și se interpretează singură). Această doctrină s-a opus direct învățăturii Bisericii Catolice și Ortodoxe, că Biblia și tradiția (predania, în greacă παράδοσις, transliterat: paradosis) constituie împreună cele două izvoare ale revelației. Uneori, acest punct a fost numit cauza sau principiul formal al Reformei, fiind sursa și norma cauzei sau principiului material amintit mai sus. Adjectivul (sola) și substantivul (scriptura) sunt în cazul ablativ, nu în nominativ, pentru a indica faptul că Biblia nu există prin ea însăși, ci este un instrument al lui Dumnezeu prin care se apropie de om.
Solus Christus ("Numai Cristos"; uneori sub forma Solo Christo, "numai prin Cristos")
Cristos este singurul mediator între Dumnezeu și om. Nici Fecioara Maria, nici sfinții, nici preoții (în afara lui Cristos, "Marele Preot") nu pot acționa ca mediatori în a aduce mântuirea. Această doctrină e în opoziție cu doctrinele romano-catolice ale mijlocirii sfinților și funcției preoțești.
Soli Deo Gloria ("Glorie numai lui Dumnezeu")
Toată lauda i se cuvine numai lui Dumnezeu, numai prin voința și acțiunea sa îndeplinindu-se mântuirea-nu numai darul ispășirii atotsuficiente făcute de Isus pe cruce, ci și darul credinței în acea ispășire, credință creată de Duhul Sfânt în inima credinciosului. Reformatorii credeau că ființele umane - chiar sfinții canonizați de Biserica Romano-Catolică, papii și ierarhia ecleziastică - nu sunt vrednice de slava care li se aduce.